# Carrer de Sant Joan (Monistrol de Montserrat)
El Carrer de Sant Joan és una obra amb elements gòtics de Monistrol de Montserrat (Bages) protegida com a Bé Cultural d'Interès Local.

## Descripció
Carrer d'origen medieval molt estret i amb habitatges de molta alçada, la qual cosa produeix una falta de llum i humitat. Les cases s'obren al carrer mitjançant grans portals d'arc de mig punt adovellats.
El carrer comunica amb la Plaça del Bo-Bo, obrint-se en la unió un petit portal de mig punt amb volta de canó. Al costat de ponent es troba el segurament havia estat una de les torres que reforçaven el portal d'entrada a aquest sector; aquesta torre manté l'aparell de carreus regulars col·locats a trencajunts amb finestrals gòtics.

## Història
El carrer de Sant Joan és un dels més vells de Monistrol. Comunica la Plaça de la Gran Font amb la Plaça Bo-Bo. Deuria formar-se durant la baixa Edat Mitjana quan el creixement de Monistrol és més evident sota el patrocini i la protecció del monestir de Montserrat.
En aquest carrer cal destacar-ne alguns edificis perquè presenten elements importants: Cal Jordi Bonqué (Sant Joan, 9), Casal (C/Sant Joan, 3)i Sr.Perez Porcerisses (Sant Joan).